# Mehmet Sütcü
Mehmet Sütcü (* 1. srpna 1989) je bývalý turecko-rakouský fotbalista a trenér, který je trenérem First Vienna FC 1894.

## Klubová kariéra
Sütcü zahájil svou kariéru v DSV Fortuna 05. V roce 2007 přestoupil do Rapidu Vídeň, v roce 2009 byl poslán na hostování do First Vienna FC 1894. Od roku 2010 hrál za ASK Baumgarten. O šest měsíců později se vrátil do Vídně, hrál za 1. Simmeringer SC. Od roku 2012 hrál za Floridsdorfer AC.
V roce 2016 mu skončila smlouva a hrál za SV Leobendorf. Už v létě 2016 se ale vrátil do First Vienna FC 1894.
Dále hrál za FC Marchfeld Mannsdorf, FC Mauerwerk, SC Zwettl a 1. FC Bisamberg.

## Trenérská kariéra
V lednu 2023 se ujal funkce trenéra B-týmu First Vienna FC 1894. V březnu 2024 se stal prozatímním trenérem A-týmu, na postu nahradil Alexandra Zellhofera. V červnu získal místo trenéra A-týmu.
V dubnu 2025 ho na postu trenéra nahradil Stefan Manzana Marin, ale v klubu zůstal jako asistent trenéra. V květnu se stal znova hlavním trenérem klubu.